# C1ドメイン
C1ドメイン（シーワン・ドメイン、英: C1 domain）は、重要なセカンドメッセンジャーであるジアシルグリセロール (DAG) および類似したホルボールエステル類に結合する。ホルボールエステル/ジアシルグリセロール結合ドメインとしても知られている。ホルボールエステル類はプロテインキナーゼC (PKC) を直接刺激できる。PMAといったホルボールエステル類はDAGの類似体であり、細胞ならびに組織に投与された時に様々な生理学的変化を引き起こす強力な発癌促進物質である。
PKCのN末端領域に位置するC1ドメインは、リン脂質および亜鉛依存的にPMAおよびDAGに結合する。C1領域は、およそ50アミノ酸残基長からなるDAG/PMA結合に必須の高システインドメインを1あるいは2コピー含んでいる。
DAG/PMA結合ドメインは2つの亜鉛イオンを結合している: これらの金属イオンの配位子はこのドメインに保存されている6つのシステインおよび2つのヒスチジンである。

## C1ドメインを含むヒトタンパク質
AKAP13;    ARAF;      ARHGAP29;  ARHGEF2; ARHGEF28;   BRAF;      CDC42BPA;  CDC42BPB;  CDC42BPG;
CHN1;      CHN2;      CIT;    DEF8;    DGKA;      DGKB;      DGKD;      DGKE;      DGKG;
DGKH;      DGKI;      DGKK;      DGKQ;      DGKZ;      GMIP;      HMHA1;     KSR1;
KSR2;      MYO9A;     MYO9B;     PDZD8;    PLEKHM1; PLEKHM3; PLEKHM1P; PRKCA;     PRKCB1;    PRKCD;     PRKCE;
PRKCG;     PRKCH;     PRKCI;     PRKCN;     PRKCQ;     PRKCZ;     PRKD1;     PRKD2;
PRKD3;     RACGAP1;   RAF1;      RASGRP;    RASGRP1;   RASGRP2;   RASGRP3;   RASGRP4;
RASSF1;    RASSF5;    ROCK1;     ROCK2;     STAC;      STAC2;     STAC3;     TENC1;
UNC13A;    UNC13B;    UNC13C;    VAV1;      VAV2;      VAV3;